# 韩文秀

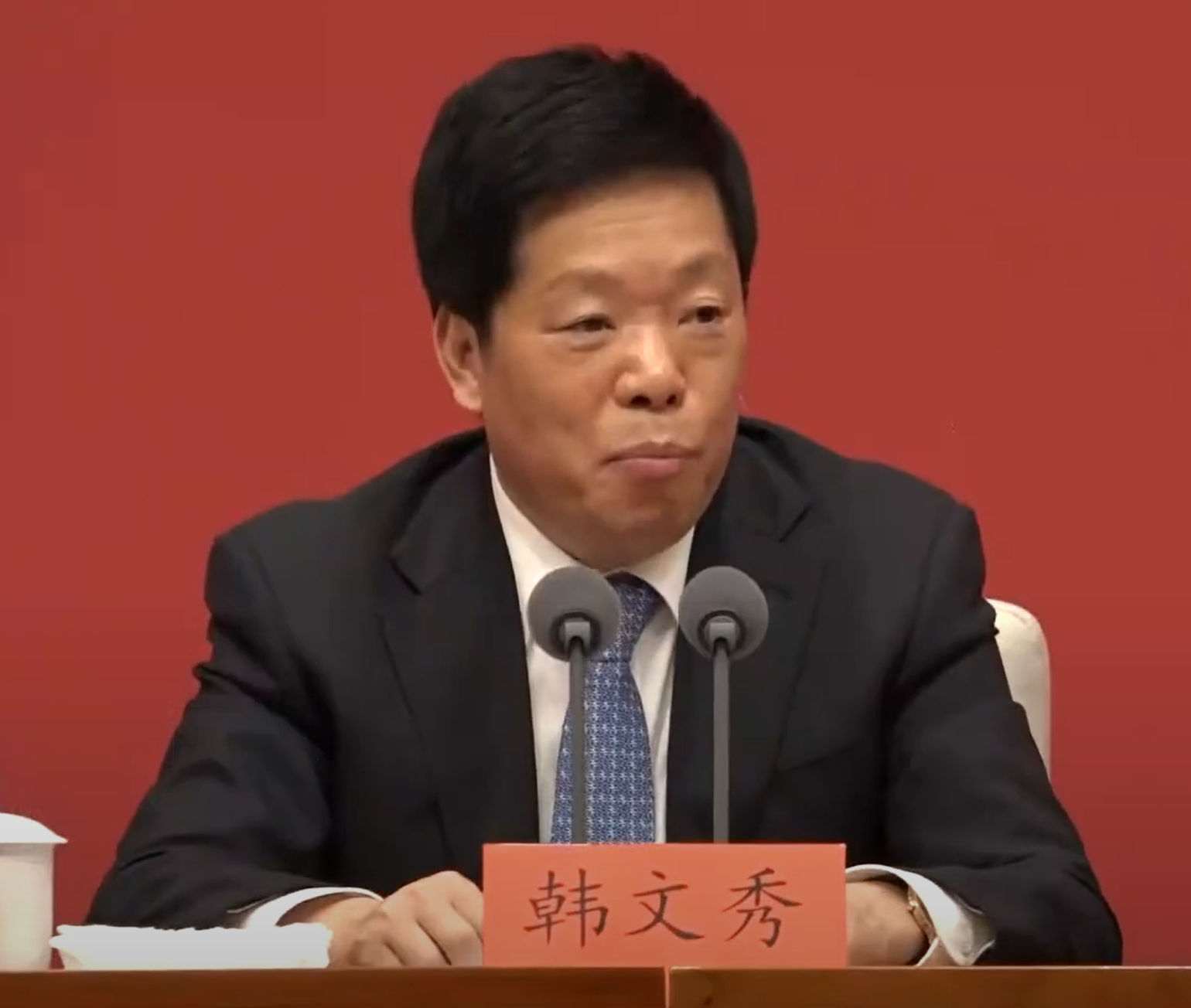

韩文秀（1963年9月—），河北赞皇人，中国共产党和中华人民共和国政治人物。
现任中央财经委员会办公室常务副主任（正部长级）、中央农村工作领导小组办公室主任。

## 履历
1980年9月，韩文秀考入北京大学经济系学习，毕业后在北京大学学报编辑部工作。1986年至1989年，在北京大学经济学院就读研究生，获经济学硕士学位。毕业后到国家计委经济研究中心综合研究部工作，先后任助理研究员、副研究员、副处长、处长。1997年8月，任国家计委财政金融司综合处调研员。1999年3月，任国家发展计划委员会综合司预测监测处处长。2000年4月起，历任国家发展计划委员会（国家发展和改革委员会）综合司副巡视员、副司长。
2005年3月，韩文秀离开国家发改委，进入中央财经领导小组办公室，出任宏观组（经济一组）组长。期间，2010年7月至2011年8月，挂职任中共广东省委副秘书长，并获得中国人民大学金融学博士学位。
2011年8月，出任国务院研究室副主任、党组成员，晋升副部级。在中央财办、国务院研究室工作期间，他多次参与政府工作报告、党的全会文件等重要文件起草，还多次担任中央宣讲团成员。
2018年4月，重返中央财办任副主任。同年12月，明确为中央财办常务副主任，晋升正部级。
2023年10月，韩文秀出任中央农办主任。

## 著作
- 郭树清; 韩文秀. . 北京: 中国人民大学出版社. 1991. ISBN 7-300-01184-5.
- 韩文秀. . 福州: 福建人民出版社. 1998. ISBN 7-211-03117-4.
- 韩文秀; 范剑平. . 北京: 中国物资出版社. 1999. ISBN 7-5047-1497-6.
- 韩文秀; 刘成 等著. . 北京: 经济科学出版社. 2000. ISBN 7-5058-2240-3.
- 韩文秀. . 北京: 中国言实出版社. 2018. ISBN 978-7-5171-2791-8.